# 智慧之家
智慧之家（阿拉伯语：‎，羅馬化：Bayt al-Ḥikmah），多译作「智慧宫」，是阿拉伯帝國阿拔斯王朝時期伊拉克巴格達的一所圖書館及翻譯機構。它是翻譯運動裡的重要機構，被視為伊斯蘭黃金時代的一個主要學術中心。智慧之家由阿拔斯王朝哈里發哈倫·拉希德創立，在其子馬蒙時最為鼎盛，馬蒙在公元813年至833年間當政，因智慧之家而備受讚揚。在九世紀至十三世紀，許多博學的穆斯林學者都是這所教育研究機構的一部分。
智慧之家一詞是薩珊王朝對圖書館稱呼的直譯。它仿照了薩珊王朝的圖書館，以翻譯波斯文書籍到阿拉伯文及保存譯本為目的。

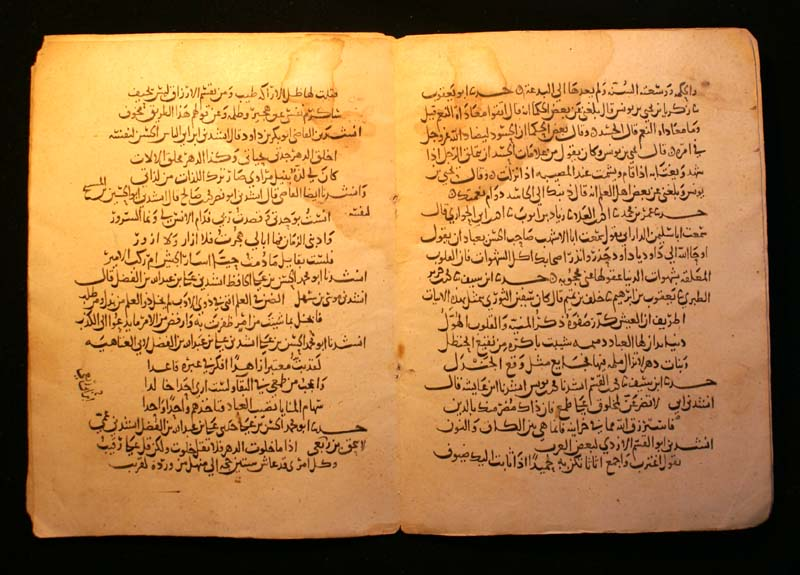
一份阿拔斯王朝時期的手稿

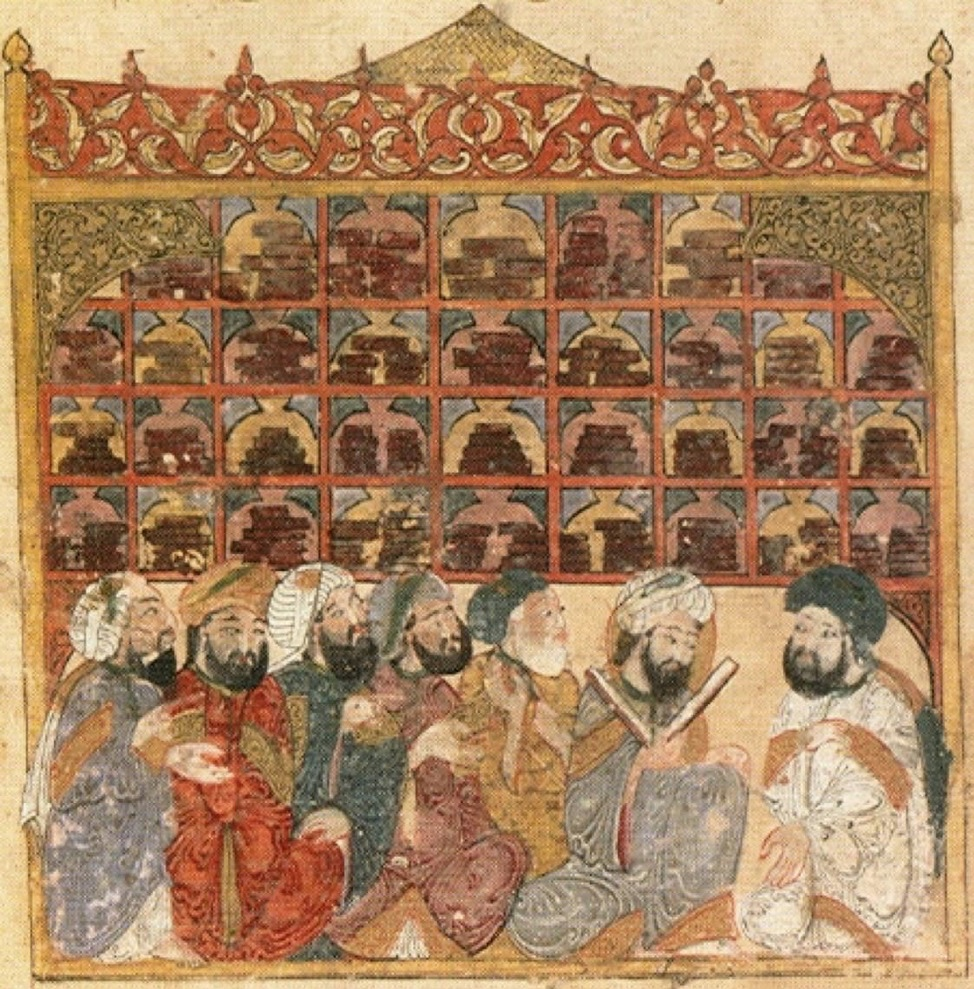

在馬蒙治下，天文台被建立起來，智慧之家是研習人文科學及科學的中心，包括數學、天文學、醫學、化學、動物學及地理。學者們借鑒波斯、印度及希臘的文獻，包括畢達哥拉斯、柏拉圖、亞里士多德、希波克拉底、歐幾里得、普羅提諾、蓋倫、蘇胥如塔、沙落迦、阿耶波多、蘇格拉底及婆羅摩笈多的著作，他們積累了世界上的各種知識，並根據他們的發現再加以擴展。巴格達是當時世上最富庶的城市，並且是學術發展的中心，人口超過百萬人，為當時之冠。代數之父花拉子米也是智慧之家的學者。

## 由來
在阿拔斯王朝，許多外國的波斯文獻都被轉譯成阿拉伯文，又興建了大型的圖書館，歡迎來自拜占庭帝國那些被迫害的學者。在泰西封（今麥達因）更有一所御用的圖書館，在穆斯林征服波斯期間，許多作品都在根迪沙普爾學院（Academy of Gundishapur）被翻譯。
750年，阿拔斯王朝取代倭馬亞王朝成為伊斯蘭帝國的統治者。762年，曼蘇爾建造巴格達，並以為新都（前首都是大馬士革）。阿拔斯王朝對波斯帶有強烈的愛好，採納了許多薩珊王朝的習俗，包括翻譯外國文獻，阿拔斯王朝時文獻被轉譯為阿拉伯文。為此，曼蘇爾仿照薩珊帝國圖書館建立了一所王室圖書館。
智慧之家原本只著重於翻譯及保存波斯文文獻，其後翻譯的範圍擴展至帕拉維文、敍利亞文、希臘文及梵文，涉獵占星學、數學、農業、醫學及哲學。
巴爾馬克家族對接踵而至的復興及保存波斯文化運動起著重要的作用，巴格達第一所造紙廠的建立亦歸功於這個家族。阿拉伯人從怛羅斯戰役的中國戰俘那裡得悉秘密的造紙術，在此前，抄寫員都使用莎草紙（易碎）或羊皮紙（昂貴）。紙張的引入使書籍及圖書館紛紛湧現。
館藏目錄的理念亦在智慧之家及一些中世紀的伊斯蘭圖書館推行，書籍被劃分為不同的類型和範疇。
大量的文具店支持著圖書館的運作，這些文具店的數量倍於書店，最大型的書店可日售千書，要有充裕的紙張方可支撐著這個產業。

## 馬蒙的統治
在哈里發馬蒙的資助下，智慧之家翻譯的範疇擴展至數學及占星學，重點也由翻譯波斯文文獻轉為翻譯希臘文文獻。
這時，智慧之家由詩人及占星家塞赫勒·伊本-哈倫管理，其他與智慧之家有密切關係的有花剌子密、巴努·穆薩兄弟及肯迪。
馬蒙任命侯奈因·伊本·伊斯哈格負責翻譯工作，當時聲名最顯赫的譯者是信奉薩比教的塔比·伊本·庫拉。這個時期的翻譯素質更勝以往，但是在此後，一些新的想法變得更為重要，使對翻譯的強調減弱。
智慧之家在馬蒙的繼任者穆阿台綏姆及瓦提克治下持續繁衍，但到穆塔瓦基勒統治時期始衰落。這主要是因為馬蒙、穆阿台綏姆及瓦提克都依循穆爾太齊賴派，而穆塔瓦基勒則依循正統伊斯蘭教，穆塔瓦基勒試圖停止希臘哲學的散播，希臘哲學正是穆爾太齊賴派的重要一環。
雖然當時並未有大學，智慧之家終究成為了學習的中心，當時傳授知識並沒有任何制度，由教師直接傳授予學生。在九世紀，城市裡開始出現伊斯蘭學校。在十一世紀，尼查姆·穆爾克創立了被視為第一所大學的巴格達尼查姆大學（Al-Nizamiyya of Baghdad），該大學還是「中世紀時最大型的大學」。

## 破壞
與其他巴格達的圖書館一樣，智慧之家在1258年的巴格達戰役裡被摧毀。據傳大量的書籍被丟棄在河裡，墨水使底格里斯河的河水染黑達六個月之久。

## 其他智慧之家
其他稱作智慧之家的地方：
- 在開羅，「智慧之家」是知識之殿的別稱，知識之殿是法蒂瑪王朝哈里發哈基姆·比阿穆爾·阿拉在1004年創立。
- 巴格達有一稱為「智慧之家」的研究機構，與中世紀時的「智慧之家」不是同一座建築物，在伊拉克戰爭時被摧毀。
- 巴基斯坦喀拉蚩名將大學的圖書館稱作「智慧之家」，是巴基斯坦最大的圖書館[17]。

## 註腳
1. ↑  . Encyclopedia Britannica. （原始内容存档于2015-05-26） （英语）.
2. ↑  E. J. van Donzel. . BRILL. 1994年: 第229頁. ISBN 9004097384 （英语）.
3. ↑  Josef W. Meri、Jere L. Bacharach. . Taylor & Francis. 2006年: 第451頁. ISBN 0415966914 （英语）.
4. 1 2  George Modelski. . FAROS. 2003. ISBN 0-9676230-1-4 （英语）.
5. 1 2  Jean-Eric Aubert; Jean-Louis Reiffers. . World Bank Publications. 2003年: 第xi頁. ISBN 978-0-8213-5701-9 （英语）.
6. ↑  . fordham.edu.   [04-12-2009]. （原始内容存档于2010-01-07） （英语）.
7. ↑  . livius.org.   [04-12-2009]. （原始内容存档于2004-12-08） （英语）.
8. ↑  Peter Robert Lamont Brown. . Harcourt Brace Jovanovich. 1971年: 第200頁. ISBN 0155976338 （英语）.
9. ↑  Wilson B. Bishai. . Allyn and Bacon. 1968年: 第231頁 （英语）.
10. ↑  Arabian American Oil Company.  第33冊. Arabian American Oil Company. 1982年: 第8頁 （英语）.
11. ↑  Rushdī Rāshid、Régis Morelon. . Routledge. 1996年: 第985–1007頁 （英语）.
12. ↑  John Erskine. . Kessinger Publishing. 2004年: 第26頁. ISBN 1417959703 （英语）.
13. ↑  Tony Abboud. . The Rosen Publishing Group. 2006年: 第36頁. ISBN 140420511X （英语）.
14. ↑  Sidney Harrison Griffith. . Princeton University Press. 2008年: 第119頁. ISBN 0691130159 （英语）.
15. ↑  Ahmad Abd Al-Waliy Vincenzo. . Journal of Muslim Minority Affairs. 2000, 20 (1): 171–175 （英语）.
16. ↑  Hussein N. Kadhim. . BRILL. 2004年: 第163頁. ISBN 9004130306 （英语）.
17. ↑  Pakistan Historical Society. . 第50冊. Pakistan Historical Society. 2002年: 第163頁 （英语）.